# Trachelas sylvae
Trachelas sylvae là một loài nhện trong họ Trachelidae.
Loài này thuộc chi Trachelas. Trachelas sylvae được Lodovico di Caporiacco miêu tả năm 1949.